# 早池峰神楽
早池峰神楽（はやちねかぐら）は、岩手県花巻市大迫町に伝わる民俗芸能の神楽。「大償（おおつぐない）神楽」と「岳（たけ）神楽」という2つの神楽の総称である。
1976年、重要無形民俗文化財の第1回の指定を受け、2009年（平成21年）にユネスコの無形文化遺産に登録された。
早池峰山にて修行していた山伏が伝えたものとされ、1488年（長享2年）に記された伝授書があることから、南北朝時代には確立されていたとされる。明治時代以降、一般の人々が伝承するようになった。
大償神楽と岳神楽では舞の種類に多少の相違があるが、「鳥舞(鶏舞)」「翁舞」「三番叟」「八幡舞」「山の神舞」「岩戸開」の6曲を舞った後、神舞、荒舞、番楽舞、女舞、狂言が演じられ、最後に獅子頭による「権現舞」が舞われる。山神の面を見ると、大償神楽は「阿（あ）」、岳神楽は「吽（うん）」の形を採っており、2つの神楽が「阿吽」で対を成しているとも言われる。